# ظلام

الظلام.

الظلام عكس السطوع، ويعني غياب الضوء المرئي. وهو أيضًا ظهور اللون الأسود في المساحات الملونة. لا يستطيع البشر تمييز الألوان عند زيادة الضوء أو الظلمة. في الحالات التي تكون فيها مستويات الإضاءة غير كافية، يتراوح إدراك اللون من اللون الرمادي المائل للسواد إلى اللون الأسود الغامق.
الظلام الأرضي، تحدث هذه الظاهرة كل يوم باستمرار، عند غياب ضوء الشمس عن نصف كرة الأرض، وبالتالي يصبح لدينا رصيف مظلم غير متقابل مع القوة التي تمده بالنور، ليظهر لنا ضوء القمر المعكوس عن الشمس.

## علميًا

### الإدراك
يختلف إدراك الظلام عن مجرد غياب الضوء بسبب تأثيرات الصورة على الإدراك. ففي الإدراك تكون العين نشطة، وينتج جزء الشبكية غير المحفز صورة تكميلية.

### فيزيائيًا
فيما يتعلق بالفيزياء، يقال إن الجسم يكون مظلمًا عندما يمتص فوتونات، مما يجعله يبدو خافتًا مقارنة بالكائنات الأخرى. على سبيل المثال، لا يعكس الطلاء الأسود غير اللامع الكثير من الضوء المرئي فيظهر غامقًا، في حين أن الطلاء الأبيض يعكس الكثير من الضوء ويبدو مشرقًا. لمزيد من المعلومات انظر لون. قد يظهر جسم ما داكنًا، لكنه قد يكون ساطعًا على تردد لا يستطيع البشر إدراكه.
تحتوي المنطقة المظلمة على مصادر إضاءة محدودة، مما يجعل رؤية الأشياء صعبة. تسبب التعرض للضوء والظلام بالتناوب (ليلًا ونهارًا) في العديد من التكيفات التطورية للظلام. فمثلًا عندما تدخل الفقاريات مثل الإنسان، إلى منطقة مظلمة، تتوسع حدقتها، مما يتيح مزيدًا من الضوء للدخول إلى العين وتحسين الرؤية الليلية. أيضًا، فإن خلايا إحساس الضوء في العين البشرية (العصوية والمخاريط) تجدد المزيد من الرودوبسين عند التكيف مع الظلام.

### تقنيًا
يتم تعريف لون نقطة على شاشة الكمبيوتر القياسية 24 بت، بثلاث قيم النموذج اللوني أحمر أخضر أزرق (الأحمر والأخضر والأزرق)، تتراوح كل منها بين 0-255. عندما تكون مكونات البكسل الحمراء والخضراء والزرقاء مضاءة بالكامل (255، 255، 255)، تظهر النقطة باللون الأبيض؛ بينما تكون العناصر الثلاثة غير مضاءة (0، 0، 0) باللون الأسود.